# پوموریه
پوموریه شهری در بورگاس کشور بلغارستان است که جمعیت آن در سال ۲۰۰۱ میلادی ۱۳٬۶۴۱ نفر بوده‌است.